# Batalha de Tobruque (1911)
A Batalha de Tobruque ou Batalha da Montanha Nadura, foi um conflito durante a Guerra Ítalo-Turca.

## Fundo
A Primeira Frota das forças navais italianas, comandada pelo almirante Aubry, Aproximou-se de Tobruque em 3 de Outubro de 1911 e invadiu a cidade no dia seguinte, sem qualquer oposição séria. Forças turcas e Líbias foram organizados por İsmail Enver, após confrontos triviais em 9 de Novembro de 1911. O líder da Líbia e das forças árabes foi Sheik Muberra, que era apoiado pela Tribo Meryem.

## A Batalha
soldados italianos estavam contra voluntários turcos e árabes que haviam capturado as montanhas Nadura e Valley em Mureyra. Os soldados se ocuparam com reforços e cavaram trincheiras.
O Capitão Mustafa Kemal (Atatürk), era comandante na região de Tobruque e previa a consolidação das forças italianas. Ele ordenou que Xeique Muberra atacasse os italianos, o mais depressa possível para superar um possível reforço dos italianos sobre a estratégica montanha Nadura. Sob a aprovação de Etem Paxá, soldados turcos, o tenente Necip Efendi e voluntários da Líbia receberam a ordem de captura da colina. As forças turco-árabes se aproximaram da montanha pouco antes do amanhecer e cercaram o morro, seguido de fogo pesado e um ataque total. Soldados italianos ficaram surpresos e reagiram de forma desorganizada, sem a vigilância de fogo de canhão. Posições italianas foram capturadas, e em duas horas o comandante italiano escapou para Tobruque, deixando 3 metralhadoras entre outras munições.

## Resultado
Este foi um passo importante para impedir o avanço italiano em Tobruque, em Dezembro de 1911. No entanto, os italianos em 1912 voltaram a invadir estes locais estratégicos com forças superiores.